# 普萊恩菲爾德 (康乃狄克州)
普萊恩菲爾德（英語：Plainfield）是一個位於美國康乃狄克州溫德姆縣的城鎮。

## 地理
普蘭菲爾德的座標為41°42′00″N 71°54′00″W / 41.70000°N 71.90000°W，而該地的平均海拔高度為122米（即400英尺）。

## 人口
根據2010年美國人口普查的數據，普蘭菲爾德的面積為111.40平方千米，當中陸地面積為109.40平方千米，而水域面積為2.20平方千米。當地共有人口15405人，而人口密度為每平方千米138.29人。